# Cenotaph (мини-альбом)
Cenotaph — второй мини-альбом (EP) английской дэт-метал группы Bolt Thrower.
Первые две композиции были записаны в сентябре 1990 года в Slaughterhouse studios, третья — в июле 1989 года в той же студии. Четвёртая песня, «Realm of Chaos», была записана в ходе концертного[уточнить] выступления; ранее она[уточнить] выпускалась на втором студийном альбоме Realm of Chaos – Slaves to Darkness.

## Список композиций
Все песни написаны группой Bolt Thrower.
| №                   | Название                                            | Длительность |
| ------------------- | --------------------------------------------------- | ------------ |
| 1.                  | «Cenotaph»                                          | 4:00         |
| 2.                  | «Destructive Infinity»                              | 4:14         |
| 3.                  | «Prophet of Hatred»                                 | 3:51         |
| 4.                  | «Realm of Chaos» (запись в ходе живого выступления) | 2:44         |
| Общая длительность: | Общая длительность:                                 | 14:49        |

## Участники
- Карл Уиллетс — вокал
- Гэвин Уорден — гитара
- Барри Томпсон — гитара
- Эндри Уэйл — барабаны
- Джо Бенч — бас-гитара